# Acherdoa ferraria
Acherdoa ferraria là một loài bướm đêm trong họ Noctuidae.